# Tx-transform
Pour plus de détails, voir Fiche technique et Distribution.
tx-transform est un court métrage autrichien réalisé par Virgil Widrich et Martin Reinhart, sorti en 1998. C'est aussi le nom d'une technique cinématographique que les deux cinéastes ont mis au point et appliqué pour la première fois avec ce film.

## Fiche technique
- Titre original : tx-transform
- Réalisation : Virgil Widrich et Martin Reinhart
- Scénario : Virgil Widrich et Martin Reinhart
- Photographie : Martin Reinhart
- Montage : Virgil Widrich et Martin Reinhart
- Musique : Hermann Langschwert
- Production : Virgil Widrich
- Société de production : Virgil Widrich Filmproduktion
- Pays d'origine :  Autriche
- Format : Noir et blanc - 35 mm - 2,35:1
- Durée : 5 minutes
- Date de sortie : Autriche : 9 septembre 1998